# ファラナ州
ファラナ州（ファラナしゅう、フランス語: La région de Faranah）は、ギニア共和国の州。州都はファラナ。東でカンカン州、南でンゼレコレ州、西でラベ州、マムー州と州境を接し、北でマリ共和国、南でシエラレオネと国境を接している。ニジェール川の源流はファラナ州の山岳地帯にある。

## 下部行政区画
ファラナ州は4つの県に分けられる。

### 県(préfecture)

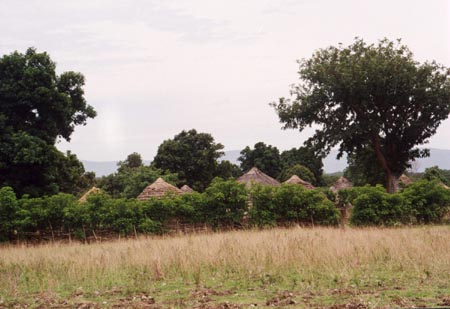
ファラナ州ダボラ県の村

- ダボラ県（英語版）(La préfecture de Dabola)
- ダンギレ県（英語版）(La préfecture de Dinguiraye)
- ファラナ県（英語版）(La préfecture de Faranah)
- キシドゥグ県（英語版）(La préfecture de Kissidougou)